# Luis Görlich
Luis Görlich (* 1. April 2000 in Heidelberg) ist ein deutscher Fußballspieler.

## Sportlicher Werdegang
Nach seinen Anfängen in der Jugend des FC Zuzenhausen, der TSG 1899 Hoffenheim, des FC-Astoria Walldorf und des Karlsruher SC wechselte er im Sommer 2016 in die Jugendabteilung der TSG 1899 Hoffenheim. Für seinen Verein bestritt er 25 Spiele in der B-Junioren-Bundesliga, 33 Spiele in der A-Junioren-Bundesliga und neun Spiele in der Saison 2018/19 in der UEFA Youth League, bei denen ihm insgesamt vier Tore gelangen. Im Sommer 2019 wurde er in den Regionalligakader der 2. Mannschaft aufgenommen. Für seinen Verein kam er in drei Spielzeiten auf 59 Spiele, bei denen ihm insgesamt zwei Tore gelangen.
Im Sommer 2021 wechselte er zum Drittligisten Eintracht Braunschweig. Dort kam er auch zu seinem ersten Einsatz im Profibereich, als er am 24. August 2021, dem 5. Spieltag, beim 3:0-Auswärtssieg gegen den SC Verl in der 90. Spielminute für Robin Krauße eingewechselt wurde.
Nach einer Spielzeit wechselte er im Sommer 2022 zum PEC Zwolle in die 2. niederländische Liga. Mit vier Toren in 19 Spielen trug er zum Aufstieg des Klubs als Zweitligameister in die Eredivisie bei. Nach einem Trainerwechsel – Aufstiegstrainer Dick Schreuder übernahm den spanischen Klub CD Castellón, Johnny Jansen trat dessen Nachfolge an – rückte er jedoch ins zweite Glied und saß vornehmlich auf der Ersatzbank. 
Nach einem Jahr in Norwegen beim Bryne FK wechselte er im Sommer zum SSV Ulm 1846.